# پتروس پروتوپاپاداکیس
پتروس پروتوپاپاداکیس (یونانی: Πέτρος Πρωτοπαπαδάκης؛ ۱ ژانویهٔ ۱۸۵۴ – ۲۸ نوامبر ۱۹۲۲) سیاستمدار و نخست‌وزیر یونان از مه تا اوت ۱۹۲۲ بود. وی پس از شکست یونان در جنگ یونان و ترکیه (۱۹۲۲–۱۹۱۹) در محاکمه شش نفر مقصر شناخته شده و اعدام شد.